# Одружені … та з дітьми (сезон 1)
Перший сезон телесеріалу «Одружені … та з дітьми» знайомить нас з головними персонажами телесеріалу: Елом, Пеггі, Келлі та Бадом Банді, а також Стівом та Марсі Роадс — їхніми сусідами. Сезон відрізняється від інших тим, що у ньому, на відміну від наступних, можна бачити, як Пеггі прибирає будинок і веде звичайний образ життя для домогосподарки. У цьому сезоні також Ел вперше називає Марсі «куркою». Також у цьому сезоні ми дізнаємося походження Пеггі.
| № | Дата показу     | Оригінальна назва                 | Українська назва                 | Сценарист(и)                | Режисер(и)    |
| --- | --------------- | --------------------------------- | -------------------------------- | --------------------------- | ------------- |
| 1.01 | 5 квітня, 1987  | Pilot                             | Пілотна серія                    | Майкл Г. Мойє, Рон Левітт   | Лінда Дей     |
| Ел та Пеггі Банді — рядова сім'я з Чикаго. Раніше у Ела та Пеггі не було близьких друзів. Але тут у них з'являються нові сусіди — Стів та Марсі Роадс. До зустрічі з сімейством Банді вони були звичайною щасливою парою…                                                |                 |                                   |                                  |                             |               |
| 1.02 | 12 квітня, 1987 | Thinnergy                         | Фінергетика                      | Майкл Г. Мойє, Рон Левітт   | Лінда Дей     |
| Марсі дає Пеггі почитати книгу «Фінергетика», яка розповідає про здоров'я. Під враженням від прочитаного, Пеггі сідає на сувору дієту і намагається змусити сімейство послідувати її прикладу. Але родина сильно опирається цьому.                                       |                 |                                   |                                  |                             |               |
| 1.03 | 10 травня, 1987 | Sixteen Years and What Do You Get | 16 років і що ти отримав         | Кетрін Грін, Річард Гурман  | Лінда Дей     |
| Ел не може придбати подарунок для Пеггі на честь 16-річчя їхнього спільного життя, так як його кредитна картка, здається, заблокована. |                 |                                   |                                  |                             |               |
| 1.04 | 19 квітня, 1987 | But I Didn't Shoot the Deputy     | Але я не стріляв у твою собаку   | Рон Бурла                   | Лінда Дей     |
| Родина Банді та їхні сусіди Роадси дізнались про пограбування по сусідству. Чоловіки вирішили захистити свої будинки. Ел купив пістолет. Стів купив собаку. Одного разу вночі Ел почув шум і застрілив сусідську собаку, вирішивши, що це грабіжник.                     |                 |                                   |                                  |                             |               |
| 1.05 | 3 травня, 1987  | Have You Driven a Ford Lately?    | Ти коли-небудь водив Форд?       | Кетрін Грін, Річард Гурман  | Лінда Дей     |
| Ел та Стів остаточно стали друзями. У них знайшлося спільне хобі — ремонт старого Мустанга. Пеггі та Марсі разом обговорюють своїх чоловіків. |                 |                                   |                                  |                             |               |
| 1.06 | 26 квітня, 1987 | Whose Room is it Anyway?          | То кімната у будь-якому випадку? | Марсі Восбург, Сенді Спранг | Зен Базбі     |
| Стів та Марсі вирішили прибудувати до будинку додаткову кімнату, це дозволить зекономити на податках. Ел намагається переконати Стіва побудувати кімнату для більярду, а Пеггі та Марсі хочуть тренажерну залу.                                                          |                 |                                   |                                  |                             |               |
| 1.07 | 7 червня, 1987  | Al Loses His Cherry               | Ел втрачає свою вишеньку         | Марсі Восбург, Сенді Спранг | Арландо Сміт  |
| Іноді Ел проводить час у будинку Люка Вентури після втомлюючої його боротьби з Пеггі. |                 |                                   |                                  |                             |               |
| 1.08 | 31 травня, 1987 | Peggy Sue Got Work                | Пеггі влаштувалась на роботу     | Еллен Л. Фогл               | Лінда Дей     |
| Пеггі хоче придбати відеомагнітофон, але Ел не збирається його купувати. Тоді вона починає працювати у магазині виключно заради грошей, що дискредитирує її та відношення Ела до неї.                                                                                    |                 |                                   |                                  |                             |               |
| 1.09 | 17 травня, 1987 | Married … without Children        | Одружені … без дітей             | Ральф Фаркер                | Лінда Дей     |
| Намагаючись прикрасити сімейне життя, Ел та Пеггі вирушають у готель, поки Стів та Марсі залишаються наглядати за Бадом та Келлі. Роадси скоро дізнаються, що, погодившись придивитись за дітьми Банді, зробили велику помилку, так як діти влаштовують страшний безлад. |                 |                                   |                                  |                             |               |
| 1.10 | 24 травня, 1987 | The Poker Game                    | Гра у покер                      | Майкл Г. Мойє, Рон Левітт   | Брайан Левант |
| Ел запрошує Стіва пограти у покер, і Стів програє свій чек з зарплатнею Елові. Боячись зізнатися у цьому Марсі, Стів намагається вмовити Пеггі віддати назад його чек.                                                                                                   |                 |                                   |                                  |                             |               |
| 1.11 | 21 червня, 1987 | Where's the Boss?                 | Де бос?                          | Марсі Восбург, Сенді Спранг | Лінда Дей     |
| Думаючи, що його бос помер, Ел намагається знайти іншу роботу, поки раптом не отримує зарплатню та аванс. |                 |                                   |                                  |                             |               |
| 1.12 | 14 червня, 1987 | Nightmare on Al's Street          | Жах на вулиці Ела                | Майкл Г. Мойє               | Лінда Дей     |
| Стів їде у справах, а у Марсі з'являються сексуальні фантазії, у яких несподівано присутній Ел. Марсі стає настільки погано, що вона розповідає про це Пеггі, яка намагається дати їй пораду про те, як уникнути сексуальних фантазій з її чоловіком.                    |                 |                                   |                                  |                             |               |
| 1.13 | 28 травня, 1987 | Johnny Be Gone                    | Покійний Джонні                  | Кетрін Грін, Річард Гурман  | Лінда Дей     |
| Ел та Пеггі запізнюються, збираючись піти на закриття їх улюбленого кафе, якраз у цей час Бад та Келлі потребують їхньої допомоги. Тим часом Стів та Марсі готують вечірку для дуже важливих гостей.                                                                     |                 |                                   |                                  |                             |               |